# Celina (satelitski sustav)
Celina, serija sovjetskih i poslije ruskih umjetnih satelita, nastao u doba SSSR-a. Spada u sustav ELINT-a, radioelektronskog izviđanja.
Dva sustava koja su bila posvećena ELINT-u bila iskušana od 1965. do 1967. godine. Bili su to Celina i mornarički US. Oba su ušla u uporabu, jer Ministarstvo obrane nije moglo forsirati jedan sustav u vojne svrhe. Celinu je razvijalo Južnoje. Činila su ju dvije vrste satelita:
- Celina-O, za opće namjene
- Celina-D, za detaljna promatranja

Elintski sustavi za Celinu prvo su iskušavani pod oznakom Kosmosa od 1962. do 1965. godine. Prva Celina-O lansirana je 1970. godine. Celini-D trebalo je dugo za ući u službu zbog kašnjenja u razvijanju i rastu mase. Cijeli sustav Celina nije bio operativan sve do 1976. godine. Neprestano poboljšavanje rezultiralo je napuštanjem Celine-O 1984. i svi su sustavi stavljeni na Celinu-D.